# Metropolis (quotidiano)
Metropolis è un quotidiano di informazione. La testata è stata fondata nel 1993, la redazione è a Castellammare di Stabia e la diffusione è esclusivamente locale. É una testata sovvenzionata con soldi pubblici dal Dipartimento per l’informazione e l’editoria del governo italiano.

## Descrizione
La prima volta che la testata arriva in edicola è il 1993 e fino a settembre del 1995 viene diffusa con cadenza mensile, quindi si trasforma in settimanale.
Tra il 1998 e il 1999 viene pubblicato anche un settimanale sportivo (Metropolis Sport) e nel frattempo nascono una serie di allegati al settimanale: Metropolis Cultura, Metropolis Economia, Metropolis Lavoro e M2, un magazine di approfondimento.
Il 24 marzo del 2004 il settimanale Metropolis diventa quotidiano attestandosi come il giornale più letto in molti Comuni della provincia sud di Napoli. 
Dal 2006 al 2013 fu attivo il progetto televisivo con un palinsesto che copre ventiquattr'ore di programmazione e comprendeva cinque strisce informative quotidiane, oltre alle edizioni sportive e agli approfondimenti.
Al 31 marzo 2016, Metropolis è distribuito in quattro edizioni: quella riservata a Napoli città, l'edizione salernitana e le due storiche edizioni della provincia Sud di Napoli.